# Sala de máquinas

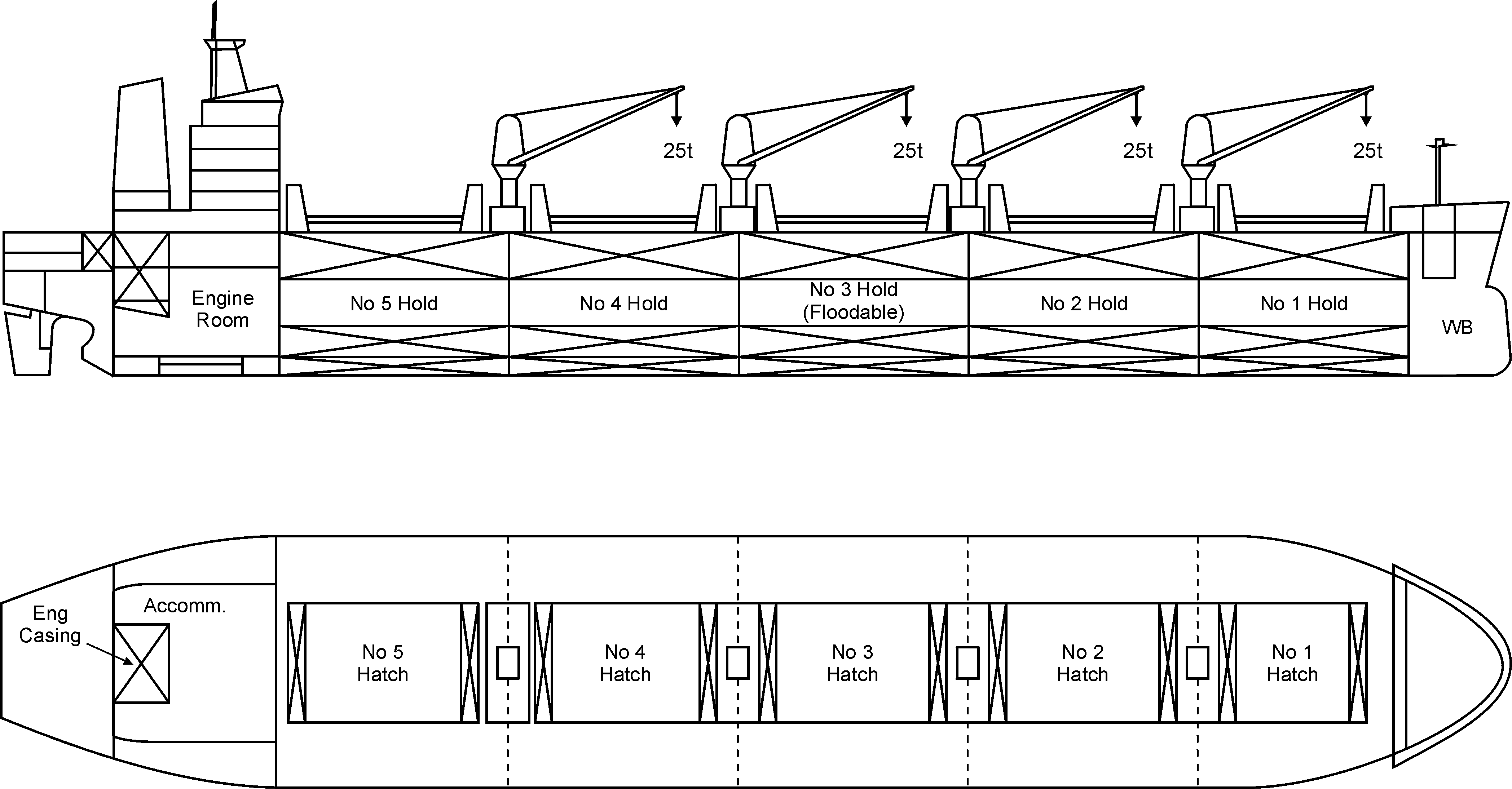
Ubicación de la sala de máquinas

En náutica, la sala de máquinas es el espacio destinado al alojamiento de la planta motriz, generadores, calderas, compresores, bombas de lubricación, lastre y todo dispositivo para el normal funcionamiento de un buque.
Cuenta con varios compartimentos, talleres y pañoles y un cuarto de control climatizado y aislado del intenso ruido.